# Bradley Tyler Johnson
Pour les articles homonymes, voir Johnson.
Bradley Tyler Johnson (29 septembre 1829 – 5 octobre 1903) était un avocat, soldat et écrivain américain. Bien que son État d'origine, le Maryland, soit resté dans l'Union pendant la guerre civile américaine, il demeure considéré comme un État du Sud et les sympathisants confédérées étaient nombreux. Johnson a servi comme général de brigade dans l'armée des États confédérés et devenant commandant du 1er régiment d'infanterie du Maryland, CSA.

## Jeunesse
Johnson est né à Frederick City, Maryland, fils de Charles Worthington Johnson et d'Eleanor Murdock Tyler. Il est diplômé de Princeton en 1849, a étudié le droit avec William Ross de Frederick et a terminé ses études de droit à Harvard. Il fut admis au barreau en 1851.
Le 23 juin 1851, il épousa Jane Claudia Saunders, originaire de Caroline du Nord (fille de l'honorable Romulus Mitchell Saunders et petite-fille du juge William Johnson). Leur fils, Bradley Saunders Johnson, est né le 14 février 1856.
Johnson fut délégué à la convention nationale démocrate de Baltimore en 1860 et rejoignit la majorité de sa délégation qui se retira et s'allia à l'aile sud du parti, qui soutenait Breckinridge et Lane.

## Guerre de Sécession
Lorsque la guerre civile éclata, Johnson organisa et équipa une compagnie à ses frais, et il prit une part active à la formation du 1er régiment d'infanterie du Maryland, CSA, où il obtint le grade de major puis de colonel. Il refusa un poste de lieutenant-colonel dans un régiment de Virginie en raison de sa conviction que sa plus grande obligation était envers son propre État.
Début mai 1861, environ 500 Marylanders avaient commencé à se rassembler à Harper's Ferry, Virginie, sous le commandement de Johnson, formant 8 compagnies d'infanterie. Johnson préféra ne pas rejoindre les régiments de Virginie nouvellement formés, arguant que les Marylandais devaient combattre sous leur propre drapeau. Cependant, d'autres anciens membres de la milice du Maryland n'étaient pas d'accord ; de nombreux membres de la Garde d'élite du Maryland et des Gris indépendants de Baltimore se rendirent à Richmond, où ils furent enrôlés au service de la Virginie.

### Mutinerie et bataille du Front Royal
Le 17 mai 1862, la durée initiale de service de 12 mois de la compagnie C du 1er régiment du Maryland expira et les hommes commencèrent à réclamer une relève immédiate. À cette époque, le commandant du régiment George H. Steuart, venait d'être promu général de brigade et chargé de former la ligne du Maryland. Johnson venait aussi d'être promu colonel et lui succède en tant que commandement du régiment. Johnson accepta à contrecœur la demande ses hommes, mais il ne pouvait pas dissoudre l'ensemble du régime en plein milieu de la guerre, la grogne commença à se reprendre parmi ses soldats. Le 22 mai, à la veille de la bataille de Front Royal, le mécontentement se transforma en mutinerie. La nouvelle de la rébellion fut toutefois gardée secrète et ne remonta pas jusqu'au général Jackson. Johnson prononça un discours avant d'engager l'adversaire. Son discours semble avoir fonctionné là où les menaces avaient échoué, et les Marylanders se sont ralliés aux couleurs du régiment, saisissant leurs armes et criant « conduisez-nous à l'ennemi et nous vous prouverons que nous ne sommes pas des lâches ».
Lors de la bataille de Front Royal, le 23 mai 1862, le 1er Maryland (CSA) fut contraint de se battre contre des compatriotes du Maryland, le 1er régiment d'infanterie volontaire du Maryland (USA) commandé par le colonel Kenly. C'est la seule fois dans l'histoire militaire des États-Unis que deux régiments de même désignation numérique et du même État se sont affrontés au combat.

### Bataille de Winchester
Deux jours plus tard, le 25 mai 1862, le 1er Maryland combattit à nouveau lors de la première bataille de Winchester, puis à la bataille de Cross Keys le 8 juin, où le régime repoussa avec succès trois assauts des troupes fédérales.

### Campagne de la Péninsule

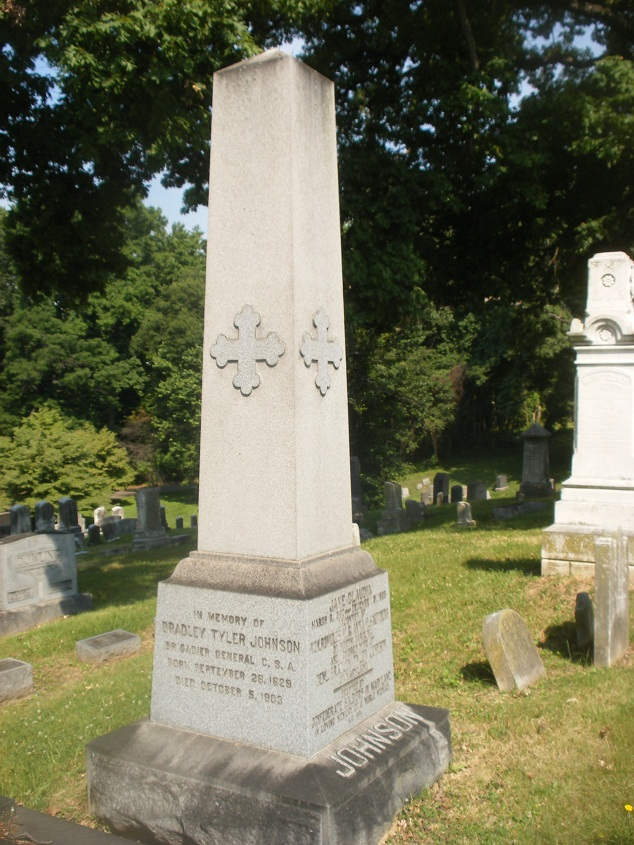
Monument funéraire, cimetière de Loudon Park, Baltimore, Maryland

Johnson a servi durant la bataille de sept jours en 1862, dans le cadre de la campagne de la Péninsule, une série de six batailles majeures s'étalant sur sept jours du 25 juin au 1er juillet 1862, près de Richmond, Virginie, au cours desquelles le général confédéré Robert E. Lee repoussa l'armée d'invasion de l'Union du Potomac, commandée par le major-général George B. McClellan.
Le 1er régiment d'infanterie du Maryland de Johnson a été démobilisé à Richmond, le 17 août 1862. Les hommes du Maryland se sont toutefois réorganiser au sein du 1er bataillon d'infanterie du Maryland.
Entre-temps, la campagne de Virginie septentrionale avait commencé. Après la bataille de Cedar Mountain, Johnson succéda à T. S. Garnett comme commandant de la deuxième brigade de la division Stonewall. La deuxième brigade avait combattu sous les ordres de John R. Jones lors de la bataille des Sept Jours avant que ce dernier ne soit blessé. Johnson a également dirigé la deuxième brigade lors de la deuxième bataille de Manassas. John R. Jones revint et reprit le commandement de la deuxième brigade pour la campagne du Maryland qui suivit, et Johnson retourna à Richmond pour siéger au tribunal militaire confédéré pour les cours martiales de 1862 à 1863.
Johnson fut promu au grade de général de brigade de cavalerie en 1864.
En tant que commandant du poste de Salisbury, Caroline du Nord, il a utilisé son influence pour atténuer les souffrances des prisonniers de guerre et a finalement obtenu leur libération conditionnelle.

## Carrière d'après-guerre
En 1875, Johnson et William Elam Tanner ont été élu sous l'étiquette démocrate au Sénat de l'État de Virginie. Johnson a d'abord bénéficié du soutien des Afro-Américains. Les « Johnson clubs » étaient des organisations politiques d’électeurs afro-américains, mais Johnson a rapidement perdu leur soutien. William Carter Knight et Patrick Henry Starke se sont déclaré candidat au Sénat de Virginie le dimanche précédant le jour de l'élection. Ils se sont présentés en tant qu' indépendants et ont fait une campagne agressive autour des droits civiques. Tous les Afro-Américains ont rapidement abandonné le candidat démocrate au profit de Knight et Stark,. Après la guerre, Johnson a repris son activité juridique à Richmond jusqu'en 1879, date à laquelle il a déménagé à Baltimore. Après la mort de sa femme, il a déménagé à Amelia, Virginie, où il est mort. Ses restes sont toutefois enterrés à Baltimore au cimetière de Loudon Park.